# Erich Rademacher
Pour les articles homonymes, voir Rademacher.
Erich Rademacher, né le 9 juin 1901 et décédé le 3 avril 1979, est un nageur et joueur de water polo allemand.

## Palmarès

### Jeux olympiques
- Jeux olympiques de 1928 à Amsterdam (Pays-Bas) :
  -  Médaille d'or en water-polo.
  -  Médaille d'argent du 200 m brasse.

- Jeux olympiques de 1932 à Los Angeles (États-Unis) :
  -  Médaille d'argent en water-polo.

### Championnats d'Europe
- Championnats d'Europe 1926 à Budapest (Hongrie) :
  -  Médaille d'or du 200 m brasse.

- Championnats d'Europe 1927 à Bologne (Italie) :
  -  Médaille d'or du 200 m brasse.

## Records du monde battus
Records du monde du 200 m brasse battus
- 12 novembre 1922 à Amsterdam : 2 min 54 s 4 (en bassin de 50 m).
- 7 avril 1924 à Magdebourg : 2 min 50 s 4 (en bassin de 50 m).
- 11 mars 1927 à Bruxelles : 2 min 48 s 0 (en bassin de 50 m).